# 1960年ローマオリンピックのトルコ選手団
1960年ローマオリンピックのトルコ選手団（1960ねんローマオリンピックのトルコせんしゅだん）は、1960年8月25日から9月11日にかけてイタリアの首都ローマで開催された1960年ローマオリンピックのトルコ選手団、およびその競技結果。

## 概要
今大会は金メダル7個、銀メダル2個、合計9個のメダルを獲得した。

## メダル
| メダル | 選手名                   | 競技       | 種目                             |
| ------ | ------------------------ | ---------- | -------------------------------- |
| 金     | アフメット・ビレク       | レスリング | 男子フリースタイルフライ級       |
| 金     | ハサン・ギュンゴル       | レスリング | 男子フリースタイルミドル級       |
| 金     | ムスタファ・ダギスタンリ | レスリング | 男子フリースタイルフェザー級     |
| 金     | イスメト・アトリ         | レスリング | 男子フリースタイルライトヘビー級 |
| 金     | ミサト・バイラク         | レスリング | 男子グレコローマンウェルター級   |
| 金     | ミュザヒル・シレ         | レスリング | 男子グレコローマンフェザー級     |
| 金     | テフィク・キス           | レスリング | 男子グレコローマンライトヘビー級 |
| 銀     | イスマイル・オーガン     | レスリング | 男子フリースタイルウェルター級   |
| 銀     | ハミト・カプラン         | レスリング | 男子フリースタイルヘビー級       |